# Johannes Meyer
 Ikke at forveksle med Johannes Mejer.
Johannes Siegfred Meyer (født 28. maj 1884 i Skodsborg, død 4. november 1972 på Sankt Josephs Hospital i København) var en dansk skuespiller. Han medvirkede i talrige film og var gift tre gange. Han var bror til grundlæggeren V.H. Meyer.
Han debuterede i 1905 på Dagmarteatret, hvor han var ansat frem til 1907. Herefter fulgte perioder på Folketeatret 1907-1916, Det Ny Teater 1916-1918 og igen på Dagmarteatret 1918-1926. Endelig var han tilknyttet Det kongelige Teater 1941-1953 og herefter gæsteoptrædener på teatret.
I 1953 fik Johannes Meyer bevilling til at drive biografen Regina i Århus og fra 1960 Metropol biografen i København.
Han blev Ridder af Dannebrog 1946, Dannebrogsmand 1950, modtog Ingenio et arti 1955 og fik Storkorset 1964. Han er dermed den hidtil højest dekorerede danske skuespiller.
Meyer er begravet på Vestre Kirkegård.

## Filmografi
- Den farlige Leg - 1911
- Du skal ære din Hustru – 1925
- De blaa drenge – 1933
- Så til søs – 1933
- Flugten fra millionerne – 1934
- Lynet – 1934
- Nøddebo Præstegård – 1934
- Skaf en sensation – 1934
- De bør forelske Dem – 1935
- Rasmines bryllup – 1935
- Giftes-nej tak – 1936
- Inkognito – 1937
- Plat eller krone – 1937
- Alarm – 1938
- Under byens tage – 1938
- En lille tilfældighed – 1939
- Nordhavets mænd – 1939
- Skilsmissens børn – 1939
- I de gode gamle dage – 1940
- Jeg har elsket og levet – 1940
- Sommerglæder – 1940
- Gå med mig hjem – 1941
- Tag det som en mand – 1941
- Tag til Rønneby kro – 1941
- Frøken Kirkemus – 1941
- Afsporet – 1942
- Lykken kommer – 1942
- En pige uden lige – 1943
- Erik Ejegods pilgrimsfærd – 1943
- Hans onsdagsveninde – 1943
- Mine kære koner – 1943
- Teatertosset – 1944
- Besættelse – 1944
- Det bødes der for – 1944
- Det kære København' – 1944
- Mit liv er musik – 1944
- Otte akkorder – 1944
- I går og i morgen – 1945
- Mani – 1947
- Røverne fra Rold – 1947
- Soldaten og Jenny – 1947
- Støt står den danske sømand – 1948
- Mens porten var lukket – 1948
- Hvor er far? – 1948
- For frihed og ret – 1949
- De røde heste – 1950
- Historien om Hjortholm – 1950
- Café Paradis – 1950
- Mosekongen – 1950
- Dorte – 1951
- Fodboldpræsten – 1951
- Som sendt fra himlen – 1951
- Fra den gamle købmandsgård – 1951
- Mød mig på Cassiopeia – 1951
- Det sande ansigt – 1951
- Frihed forpligter – 1951
- Vejrhanen – 1952
- Husmandstøsen – 1952
- Det store løb – 1952
- Ta' Pelle med – 1952
- To minutter for sent – 1952
- Vi arme syndere – 1952
- Avismanden – 1952
- Det gælder livet – 1953
- Den gamle mølle på Mols – 1953
- Hejrenæs – 1953
- Vi som går køkkenvejen – 1953
- Min søn Peter – 1953
- Hendes store aften – 1954
- Sukceskomponisten – 1954
- Kongeligt besøg – 1954
- Tre finder en kro – 1955
- Blændværk – 1955
- Styrmand Karlsen – 1958
- Krudt og klunker – 1958
- Ballade på Bullerborg – 1959
- Flemming og Kvik – 1960
- Ullabella – 1961
- Landsbylægen – 1961
- Det stod i avisen – 1962
- Støvsugerbanden – 1963
- Hvis lille pige er du? – 1963
- Tine – 1964
- Døden kommer til middag – 1964
- Den røde kappe – 1967